# جووانا گالیاردو
جووانا گالیاردو (ایتالیایی: Giovanna Gagliardo؛ زادهٔ ۱۲ دسامبر ۱۹۴۳) کارگردان فیلم، فیلم‌نامه‌نویس و روزنامه‌نگار اهل ایتالیا است.
از فیلم‌ها یا برنامه‌های تلویزیونی که وی در آن نقش داشته‌است، می‌توان به ترور و رم خواهان بازگشت سزار است اشاره کرد.